# Hrvatsko konjaništvo (Habsburška Monarhija)
Hrvatski konjanici ili Hrvatsko konjaništvo (njem. Kroatische Reiter, Krabaten, Kroaten) sudjelovali su kao vrlo cijenjeni plaćenici u carskoj, bavarskoj, španjolskoj, danskoj i francuskoj vojsci u Tridesetogodišnjem ratu u Europi. Spadali su među lake konjanike. Stekli su visoku vojničku reputaciju u ratu tako da je takav tip lakog konjaništva bio tražen u svim većim vojskama. Nakon Bitke kod Siska 1593. godine, i rata koji je trajao do 1606. godine, dostupni su nam platni popisi s brojem vojnika koji su službovali u utvrdama na Vojnoj krajini.
Procjenjuje se da je otprilike 7000 vojnika stalno boravilo u Vojnoj krajini, a od tog su 80 % bili su Hrvati koji su službovali u postrojbama haramija i konjanika husara.
Te su postrojbe bile plaćenici i djelovali vojničkim redom.
U slučaju većeg ugrožavanja još nekoliko tisuća Hrvata podizao je pod oružje ban, plemstvo, Crkva ili po sveopćem pozivu (insurekciji).
Za Habsburgovce je Vojna krajina bila prvenstveno zaštita njihovih zemalja i interesa. Kao takva bila je upravno i političko potčinjena Beču.
Iz toga razloga Beč je imao više vlastitih trupa na granici od hrvatskih.
U Tridesetogodišnjem ratu (1618. – 1648.) Beč je otvorio kasu i pozvao Hrvate upomoć, jer se našao u teškoj situaciji.
Hrvati su se uglavnom kao konjanici odazvali pozivu. Od paljbenog naoružanja, nosili su najmanje dva pištolja te arkebuze zbog čega su nazivani i arkebuzirima.
Nosili su rado sablje obješene preko ramena, kako im ne bi smetale pri hodu. Bili su drukčiji od ostalih postrojba onoga vremena.
Kao konjanici i kao pješaci bili su univerzalni ratnici svojeg vremena. Život na granici s Osmanskim Carstvom, na kojoj se do već čitavo stoljeće ratovalo, Hrvati su izbrusili instinkt u snalaženju i preživljavanju.
Od osmanskih ratnika, koji su sa sobom donijeli način nomadskih ratnika izvježbali su vještinu borbe sabljom. Lukavost i okrutnost bez koje ne bi bilo opstanka na vojnoj granici kombinirano s hrvatskom hrabrošću, upornošću, izdržljivošću na pozornicu su izašli ratnici s kakvim se zapadna Europa jos nije suočila.
Između 100 i 1000 ljudi činili su pukovniju. Hrvati su zadržali veličine četa od otprilike 50 ljudi u kakvima su inače službovali na granici. Hrvatske konjaničke pukovnije ratovale su u glavnom s 4-8 četa. Čini se da je broj od 200-400 konjanika odgovarao njihovoj organizaciji i njihovim načinu borbe.
Povijest je hrvatsko konjaništvo zapamtila kao sjajne ratnike. Širili su pred sobom strah i strepet. Svojim zastrašujućim izgledom i pretjerivanima u pričama protivnika širili su panike na protestantskioj strani.
Albrecht von Wallenstein je imao posebno dobro mišljenje o Hrvatima, pa je zapisao: 
Hrvati su kao ratnici svoje bogato vojničko iskustvo razvili u stalnim borbama s Turcima.
Postoje razna imena za Hrvatske konjanike:
- Insulaner za vojnike Zrinskog koji su rodom iz Međimurja
- Wenden za Hrvate s područja između Drave i Kupe
- Uskocken i Granitscharen opet označavaju imena za Hrvate.

Hrvatski konjanici su bili naoružani arkebuzama, pištoljima i sabljama.